# Premonstrátský ritus

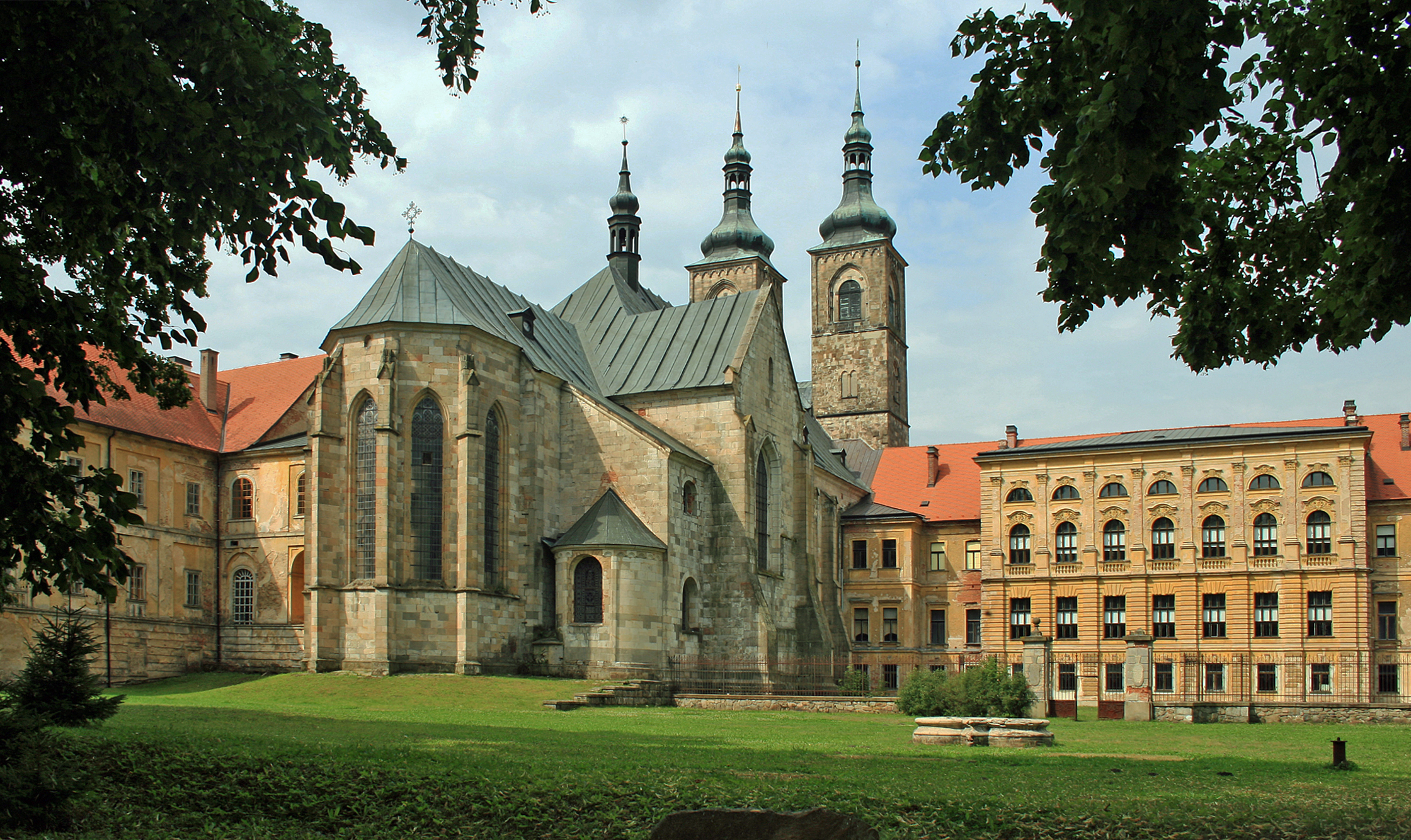
Tepelský klášter Premonstrátů

Premonstrátský ritus nebo Norbertinský ritus je liturgický obřad, odlišný od římského ritu, specifický pro premonstrátský řád římskokatolické církve.

## Historie
Norbertinský ritus (Norbertini je jiný název pro premonstráty, podle osoby zakladatele svatého Norberta) se od římského ritu liší slavením mše, liturgií hodin (breviáře) a formulacemi při svátosti pokání.
Řádové liturgické knihy byly vytištěny na příkaz generální kapituly konané v Prémontré v roce 1738. Nové vydání misálu a breviáře bylo vydáno po generální kapitule pražské v roce 1890. V roce 1902 byl jmenován výbor pro revizi graduálu, antifonáře atd. a byl povzbuzen motu proprio papeže Pia X. o církevní hudbě. Generální kapitula v Teplé v Čechách v Rakousku-Uhersku se v roce 1908 rozhodla upravit řádové hudební knihy tak, jak byly připraveny, podle starých rukopisů tohoto výboru.

## Mešní řád
Premonstrátský misál není uspořádán jako římský misál. Zatímco mešní kánon byl identický, s výjimkou drobné odchylky během konání znamení kříže s paténou u modlitby „Libera nos“. Hudba k prefaci atd. se lišila, i když ne výrazně, od římského misálu. Po „Ite, missa est“ se týden po Velikonocích říkala dvě aleluja; po celý zbývající velikonoční čas bylo užíváno jedno aleluja.
Úplný popis premonstrátské mše, jak tomu bylo před Druhým vatikánským koncilem, lze nalézt v The Premonstratensian Rite, který reprodukuje text mešního řádu v rámci třetí kapitoly v Liturgies of the Religious Orders od Archdale King (Bruce Publishing Company, Milwaukee, Wisconsin, USA; 1953).

## Liturgie hodin
Norbertinský breviář se od římského lišil nejen svým kalendářem (který je pro každý klášter v závislosti na diecézi jiný), ale také uspořádáním a způsobem recitace. Někteří svatí v římském kalendáři byli vynecháni. Hlavní komunitní mše a bohoslužba byly slaveny se zvláštní vážností během velikonočního týdne a nešpory v tyto dny byly zakončeny průvodem ke křtitelnici.
Kromě každodenního recitování kanonických hodin byli premonstráti povinni konat Mariánské hodinky, s výjimkou trojitých svátků a svátečních oktávů první třídy.